# Orde van de Kroon van Hawaï

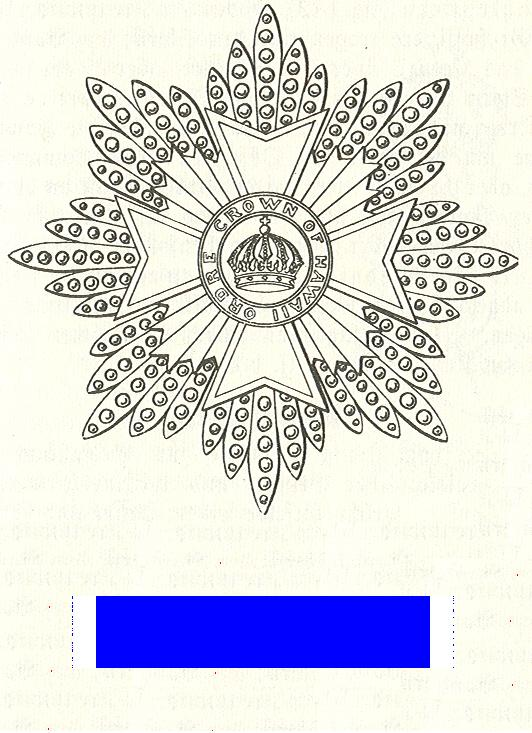
Ster en lint van de Kroonorde van Hawai.

De Koninklijke Orde van Verdienste van de Kroon van Hawaï was een Hawaïaanse Ridderorde en werd op 12 september 1882 in Honolulu gesticht. Koning Kalakaua I stichtte deze Orde ter herinnering aan zijn troonsbestijging en ter beloning van verdienste voor staat en vorst. De Koning  bepaalde dat hij de Grootmeester zou zijn van deze Orde die maximaal 20 grootkruisen,25 grootofficieren, 30 commandeurs, 35 officieren en 45 leden zou tellen.
De dragers van de Gouden Medaille zouden 20 jaren in het leger en die van de Zilveren Medaille evenlang in de ambtenarij gediend moeten hebben.
Het kleinood van de Orde was een wit goudgerand Maltezer kruis met brede gouden stralen tussen de armen van het kruis en een medaillon met de gouden Hawaïaanse koningskroon en de tekst "ORDRE CROWN OF HAWAII" op een cirkel daaromheen. Bij het ridderkruis is steeds zilver in plaats van goud gebruikt.
Boven het kruis dient een Hawaïaanse koningskroon als verhoging.
De rangen en versierselen van de Orde
- Grootkruisen droegen een klein grootkruis ter grootte van een ridderkruis aan een blauw lint met witte bies over de schouder en een zilveren ster met het kruis van de Orde op de linkerborst.

De soeverein kon de Grootkruisen toestemming verlenen om het kruis van de Orde aan een keten te dragen. 
- Grootofficieren droegen een iets smaller grootlint over de schouder maar zonder dat het grootkruis daaraan werd bevestigd. Zij droegen het commandeurskruis aan een lint om de hals en een iets kleinere ster op de linkerborst.

De soeverein kon de Grootofficier toestemming verlenen om de ster van de grootkruisen te dragen.
- Commandeurs droegen het gouden niet-geëmailleerde kruis van de Orde aan een lint om de hals.
- Officieren droegen een nog iets kleiner kruis aan een lint van drie vingers breed met rozet op de linkerborst
- Bij het ridderkruis is steeds zilver in plaats van goud gebruikt. Dit kruis draagt men aan een lint van drie vingers breed op de linkerborst.

De medailles werden aan een blauw lint met acht witte strepen gedragen.